# Bezierfläche

Tensorprodukt-Bezierfläche und ihr Kontrollnetz (blau)

In der Geometrie sind Bezierflächen Flächen im {\displaystyle \mathbb {R} ^{3}}, die als räumliche Verallgemeinerungen von Bezierkurven definiert werden. Dabei geht man im Wesentlichen zwei Wege einer Verallgemeinerung. Dies führt auf:
- Tensorprodukt-Bezierflächen. Es werden Produkte von Bernstein-Polynomen verwendet.
- Dreiecks-Bezierflächen. Es werden Bernstein-Polynome für baryzentrische Koordinaten eingeführt.

Bezierflächen spielen in den Bereichen Computergraphik und ComputerAidedDesign eine wesentliche Rolle beim Modellieren von Freiformflächen.

## Tensorprodukt-Bezierflächen

### Definition
Es sei {\displaystyle {\bf {b}}^{m}(u)=\sum _{i=0}^{m}{\bf {b}}_{i}B_{i}^{m}(u)} eine Bezierkurve
im {\displaystyle \mathbb {R} ^{3}}, deren  Kontrollpunkte von einem weiteren Parameter {\displaystyle v} abhängen, und zwar sollen sie selbst auf Bezierkurven liegen: {\displaystyle \ {\bf {b}}_{i}(v)=\sum _{j=0}^{n}{\bf {b}}_{ij}B_{j}^{n}(v)}. Damit beschreibt
- {\displaystyle {\bf {b}}^{m,n}(u,v)=\sum _{i=0}^{m}\sum _{j=0}^{n}{\bf {b}}_{ij}B_{i}^{m}(u)B_{j}^{n}(v),\quad u,v\in [0,1]}

eine Fläche, die zu den  Kontrollpunkten oder Kontrollnetz
{\displaystyle {\bf {b}}_{ij}} gehörige (m,n)-Tensorprodukt-Bezierfläche.
Die Fläche enthält die Punkte {\displaystyle \ {\bf {b}}_{00},\ {\bf {b}}_{m0},\ {\bf {b}}_{0n},\ {\bf {b}}_{mn}\ } und die Parameter-Kurven ({\displaystyle u} oder {\displaystyle v} sind konstant), insbesondere die  Randkurven, sind Bezierkurven.
Man beachte, dass eine {\displaystyle (1,1)}-Tensorprodukt-Bezierfläche zwar Geraden enthält, aber i.a. nicht eben ist. Z.B. erhält man für
{\displaystyle {\bf {b}}_{00}=(0,0,0)^{T},\ {\bf {b}}_{10}=(1,0,0)^{T},\ {\bf {b}}_{01}=(0,1,0)^{T},\ {\bf {b}}_{11}=(1,1,1)^{T}} die Fläche mit der Parameterdarstellung
{\displaystyle {\bf {x}}={\bf {b}}^{1,1}(u,v)={\bf {b}}_{00}(1-u)(1-v)+{\bf {b}}_{10}u(1-v)+{\bf {b}}_{01}(1-u)v+{\bf {b}}_{11}uv}
{\displaystyle =\cdots =\left(u,v,uv\right)^{T}}
Dies ist ein Teil des hyperbolischen Paraboloids mit der Gleichung  {\displaystyle z=xy}.

### Der Casteljau-Algorithmus
Die Grundidee des Casteljau-Algorithmus für Kurven ist die lineare
Interpolation von Punktepaaren. Überträgt man diese Idee auf
Tensorprodukt-Bezierflächen, so muss man eine bilineare Interpolation für vier Punkte definieren. Sie ist, wie bei Kurven,
am einfachsten Fall ablesbar: Eine (1,1)-Tensorprodukt-Bezierfläche
auf den vier Punkten {\displaystyle {\bf {b}}_{00},{\bf {b}}_{10},{\bf {b}}_{01},{\bf {b}}_{11}}
hat die folgende Darstellung:
{\displaystyle {\bf {b}}^{1,1}(u,v)=(1-u)(1-v){\bf {b}}_{00}+u(1-v){\bf {b}}_{10}+(1-u)v{\bf {b}}_{01}+uv{\bf {b}}_{11}}
Oder in Matrixform:
{\displaystyle {\bf {b}}^{1,1}(u,v)=(1-u,u)\left({\begin{array}{ll}{\bf {b}}_{00}&{\bf {b}}_{01}\\{\bf {b}}_{10}&{\bf {b}}_{11}\end{array}}\right){1-v \choose v}}
Man geht zunächst von einem {\displaystyle (n\times n)}-Kontrollnetz aus und bestimmt (wie bei Kurven) für {\displaystyle r=1,2,..,n} und einem Parameterpaar {\displaystyle (u,v)}
Zwischenvektoren, die durch bilineare Interpolation entstehen:
{\displaystyle {\bf {b}}_{i,j}^{r}=(1-u,u)\left({\begin{array}{ll}{\bf {b}}_{i,j}^{r-1}&{\bf {b}}_{i,j+1}^{r-1}\\{\bf {b}}_{i+1,j}^{r-1}&{\bf {b}}_{i+1,j+1}^{r-1}\end{array}}\right){1-v \choose v},}
wobei {\displaystyle {\bf {b}}_{i,j}^{0}:={\bf {b}}_{i,j}} ist. Dann sei {\displaystyle {\bf {b}}_{0,0}^{n}} der Punkt, der dem Parameterpaar {\displaystyle (u,v)} zugeordnet wird.
Falls {\displaystyle m>n} ist, ist ab {\displaystyle r=n} der zweite Index konstant {\displaystyle j=0} und es wird
nur noch linear interpoliert (wie bei Bezierkurven).
- Der Punkt {\displaystyle {\bf {b}}_{0,0}^{m}} ist dann der Flächenpunkt.

Analog verfährt man, falls {\displaystyle m<n} ist.

### Graderhöhung
Es ist oft von Vorteil, wenn für eine {\displaystyle (m,n)}-Tensorprodukt-Bezierfläche {\displaystyle m=n} ist. Falls dies nicht der Fall ist, lässt sich dies mit Hilfe geeigneter Graderhöhungen erreichen.
Die Graderhöhung von {\displaystyle (m,n)} auf {\displaystyle (m+1,n)} der Tensorprodukt-Bezierfläche
{\displaystyle {\bf {b}}^{m,n}(u,v)=\sum _{j=0}^{n}\left[\sum _{i=0}^{m}{\bf {b}}_{ij}B_{i}^{m}(u)\right]B_{i}^{n}(v)}
führt auf die {\displaystyle n+1} Graderhöhungen für die Bezierkurven in der eckigen
Klammer:
{\displaystyle \sum _{i=0}^{m}{\bf {b}}_{ij}B_{i}^{m}(u)=\sum _{i=0}^{m+1}{\bf {b}}_{ij}^{(1,0)}B_{i}^{m+1}(u),\quad j=0,...n}
mit
{\displaystyle {\bf {b}}_{ij}^{(1,0)}:=(1-{\frac {i}{m+1}}){\bf {b}}_{i,j}+{\frac {i}{m+1}}{\bf {b}}_{i-1,j},\quad i=0,...,m+1.}

### Ableitungen einer Bezier-Fläche
Die partielle Ableitung der Tensorprodukt-Bezierfläche
{\displaystyle {\bf {b}}^{m,n}(u,v)=\sum _{j=0}^{n}\sum _{i=0}^{m}{\bf {b}}_{ij}B_{i}^{m}(u)B_{j}^{n}(v)}
nach {\displaystyle u} ist
{\displaystyle {\frac {\partial }{\partial u}}{\bf {b}}^{m,n}(u,v)=\sum _{j=0}^{n}\left[{\frac {\partial }{\partial u}}\sum _{i=0}^{m}{\bf {b}}_{ij}B_{i}^{m}(u)\right]B_{i}^{n}(v).}
Mit dem Resultat für die Ableitung einer Bezierkurve ergibt sich:
- {\displaystyle {\frac {\partial }{\partial u}}{\bf {b}}^{m,n}(u,v)=m\sum _{j=0}^{n}\left[\sum _{i=0}^{m-1}\Delta ^{1,0}{\bf {b}}_{ij}B_{i}^{m-1}(u)\right]B_{i}^{n}(v),}

wobei {\displaystyle \Delta ^{1,0}{\bf {b}}_{i,j}:={\bf {b}}_{i+1,j}-{\bf {b}}_{i,j}}.
Analog erhält man die partielle Ableitung nach {\displaystyle v} und alle höheren
Ableitungen.
Da die Vektoren  {\displaystyle \Delta ^{1,0}{\bf {b}}_{0,0},\Delta ^{0,1}{\bf {b}}_{0,0}}
Tangentenvektoren der im Punkt {\displaystyle {\bf {b}}_{0,0}} beginnenden Randkurven
sind, ist
- {\displaystyle \Delta ^{1,0}{\bf {b}}_{0,0}\times \Delta ^{0,1}{\bf {b}}_{0,0}}

ein Normalenvektor der Fläche in diesem Punkt, falls beide linear
unabhängig sind. D.h. die Tangentialebene in den Eckpunkten einer
Tensorprodukt-Bezierfläche wird i.a. jeweils von dem Eckpunkt und seinen
Nachbarpunkten im Kontrollnetz aufgespannt.

## Dreiecks-Bezierflächen

### Motivation und Definition
Eine formale Verallgemeinerung der Bernstein-Polynome auf Funktionen mit zwei Variablen würde von der Beziehung
{\displaystyle 1=(u+v+(1-u-v))^{n}=\cdots } ausgehen. Damit die auftretenden Terme alle
positiv sind, muss {\displaystyle (u,v)} in dem Dreieck {\displaystyle (0,0),(1,0),(0,1)} liegen.
Zwei der drei Dreiecksseiten spielen als Intervalle auf den Koordinatenachsen eine besondere Rolle. Um diese Bevorzugung zu vermeiden, führt man homogene Koordinaten {\displaystyle u,v,w} mit der Bedingung
{\displaystyle u+v+w=1,u,v,w\geq 0} ein.
{\displaystyle u,v,w} nennt man  Baryzentrische Koordinaten. Die verallgemeinerten Bernsteinpolynome ergeben sich aus der Entwicklung von {\displaystyle (u+v+w)^{n}} zu:
- {\displaystyle B_{ijk}^{n}(u,v,w):={\frac {n!}{i!j!k!}}u^{i}v^{j}w^{k}}

mit {\displaystyle i+j+k=n,\ i,j,k\geq 0} und {\displaystyle u+v+w=1,\ u,v,w\geq 0}.
Mit den Abkürzungen {\displaystyle {\bf {I}}:=(i,j,k),\ {\bf {u}}:=(u,v,w)} und
{\displaystyle |{\bf {I}}|:=i+j+k,\ |{\bf {u}}|:=u+v+w} ist
{\displaystyle B_{\bf {I}}^{n}({\bf {u}}):={\frac {n!}{i!j!k!}}u^{i}v^{j}w^{k},\quad |{\bf {u}}|=1\quad {\text{und}}\quad \sum _{|{\bf {I}}|=n}B_{\bf {I}}^{n}=1.}
Ist nun
{\displaystyle {\bf {b}}_{00n},{\bf {b}}_{10,n-1},...{\bf {b}}_{n00},{\bf {b}}_{01,n-1},{\bf {b}}_{11,n-2},...,{\bf {b}}_{n-1,10},...,{\bf {b}}_{0n0}}

Kontrollpunkte einer Dreiecks-Bezierfläche

ein dreieckiges Netz von Punkten des {\displaystyle \mathbb {R} ^{3}}, den Kontrollpunkten, so ist
- {\displaystyle {\bf {b}}^{n}({\bf {u}}):=\sum _{|{\bf {I}}|=n}{\bf {b}}_{\bf {I}}B_{\bf {I}}^{n}({\bf {u}})}

die zugehörige Dreiecks-Bezierfläche.
Die Abbildung zeigt die Anordnung der Punkte für den Fall {\displaystyle n=4}.

### De-Casteljau-Algorithmus
Um den Casteljau-Algorithmus für Dreiecks-Bezierflächen übersichtlich formulieren zu können, führt man noch die folgenden Abkürzungen ein:
{\displaystyle {\bf {e}}_{1}:=(1,0,0),\;{\bf {e}}_{2}:=(0,1,0),\;{\bf {e}}_{3}:=(0,0,1)\ } und {\displaystyle \;{\bf {o}}:=(0,0,0)}.
Es sei nun {\displaystyle \{{\bf {b}}_{\bf {I}}||{\bf {I}}|=n\}} ein dreieckiges Netz von
Punkten im {\displaystyle \mathbb {R} ^{3}} und {\displaystyle {\bf {u}}} ein Parametervektor in baryzentrischen
Koordinaten. Dann sei für {\displaystyle r=1,...,n} und {\displaystyle {\bf {I}}=n-r}
{\displaystyle {\bf {b}}_{\bf {I}}^{r}:=u{\bf {b}}_{{\bf {I}}+{\bf {e}}_{1}}^{r-1}({\bf {u}})+v{\bf {b}}_{{\bf {I}}+{\bf {e}}_{2}}^{r-1}({\bf {u}})+w{\bf {b}}_{{\bf {I}}+{\bf {e}}_{3}}^{r-1}({\bf {u}})}
mit {\displaystyle {\bf {b}}_{\bf {I}}^{0}({\bf {u}}):={\bf {b}}_{\bf {I}}.}
Dann ist
- {\displaystyle {\bf {b}}_{\bf {o}}^{n}({\bf {u}})} ein Punkt der Dreiecks-Bezierfläche.[6]

Der Nachweis, dass der Casteljau-Algorithmus wirklich einen Punkt der Dreiecks-Bezierfläche liefert, verwendet (analog zum Kurvenfall) die Rekursionsformeln für Bernsteinpolynome:
- {\displaystyle B_{\bf {I}}^{n}({\bf {u}})=uB_{{\bf {I}}-{\bf {e}}_{1}}^{n-1}({\bf {u}})+vB_{{\bf {I}}-{\bf {e}}_{2}}^{n-1}({\bf {u}})+wB_{{\bf {I}}-{\bf {e}}_{3}}^{n-1}({\bf {u}}),\quad |{\bf {I}}|=n.}

Für weitere Details sei auf die Literatur verwiesen.